# 呂福原
呂福原（1943年6月29日—），嘉義市人，臺灣植物分類學、樹木學研究者。
國立嘉義大學森林暨自然資源學系、林業研究所、農學研究所專任教授，名譽教授，國立中興大學森林學系暨研究所兼任教授，國立中央大學 理學院 兼任教授，2008年6月29日年滿65歲屆齡退休。其指導學生眾多，多為植物分類及森林生態領域之學者，包含張坤城、鄧書麟...等。

## 學歷
呂福原教授初中與高中就讀嘉義中學（現國立嘉義高級中學），大學就讀國立中興大學森林學系，師從臺灣樹木學研究者劉業經教授。
取得學士學位後考進國立臺灣大學森林研究所碩士班，師從樹木學和植物分類學家劉棠瑞教授，撰寫碩士論文，是臺灣最早期的森林學研究生之1，也是臺灣第1批的森林學農學碩士。

## 經歷
曾任嘉義農業專科學校教授、森林科主任，國立中央大學生命科學系兼任教授、國立嘉義大學生物資源學系兼任教授。
臺灣林產貿易興盛時期，他也曾進入業界，擔任木材貿易公司的高級經理人。
呂福原教授在樹木學和植物分類學方面著作豐富，曾參與英文版《臺灣植物誌》（Flora of Taiwan）的撰寫，與歐辰雄教授大幅修訂擴充劉業經教授原著的《臺灣樹木誌》，臺灣許多森林學大專院校科系的採用做教科書和參考工具書，並與歐辰雄教授、呂金誠教授合著《臺灣樹木解說》和《臺灣樹木圖誌》圖鑑這2套樹木學與植物分類學參考工具書。
他也專精林產貿易學和木材鑑定，有《南洋材》（合著）、《臺灣商用木材圖鑑》（合著）等著作。
呂福原教授擔任樹木學、樹木學實習、維管束植物分類學、維管束植物分類學實習、植物分類學、（臺灣）本地樹木學、木材鑑定學、木材鑑定學實習、林產貿易實務、生命科學概論等課程。

## 著作
- 《南洋材》(1987年10月)，呂福原、廖秋成、歐辰雄，紅豆出版社。
- 《臺灣商用木材圖鑑》(1990年)，呂福原、蔡崑煌、莊純合、張義雄，行政院農業委員會。
- 《出雲山樹木》(1994年)，呂福原、歐辰雄，臺灣省林務區屏東林區管理處印行。
- 《臺灣樹木誌(增訂版)》(1994年3月)，劉業經、呂福原、歐辰雄，國立中興大學農學院出版委員會。
- 《臺灣常見樹木解說手用(續)》(1995年)，呂福原、歐辰雄，國立中興大學森林學系、臺灣省林務局編印。
- 《台灣樹木解說（一）》(1997年6月)，呂福原、歐辰雄、呂金誠，行政院農業委員會。
- 《台灣樹木解說（二）》(1998年6月)，呂福原、歐辰雄，行政院農業委員會。
- 《台灣樹木解說（三）》(1999年6月)，呂福原、歐辰雄、呂金誠，行政院農業委員會。
- 《台灣樹木解說（四）》(2000年12月)，呂福原、歐辰雄、呂金誠，行政院農業委員會。
- 《台灣樹木解說（五）》(2001年12月)，呂福原、歐辰雄、呂金誠，行政院農業委員會。
- 《臺灣樹木圖誌第一卷》(2000年)，呂福原、歐辰雄、陳運造、祁豫生、呂金誠，國立中興大學森林植物分類生態研究室。
- 《臺灣樹木圖誌第二卷》(2006年)，呂福原、歐辰雄、陳運造、祁豫生、呂金誠、曾彥學，國立中興大學森林植物分類生態研究室。
- 《臺灣樹木圖誌第三卷》(2010年)，呂福原、歐辰雄、陳運造、祁豫生、呂金誠、曾彥學，國立中興大學森林植物分類生態研究室。
- 《臺灣濱海鹽濕地造林與綠美化植物圖說》(2007年)，呂福原，歐辰雄，鄧書麟，林德勳，行政院農業委員會林務局。
- 《臺灣樹木誌》(2017年)，呂福原、歐辰雄、曾彥學、王秋美，中華易之森林植物研究協會。
- 《臺灣常見商用木材圖鑑》(2020年)，呂福原、張坤城、林建宗、張博任，行政院農業委員會林務局羅東林區管理處。臺灣常見商用木材圖鑑 （页面存档备份，存于）